# برادمور (نیو اورلینز)
برادمور (به انگلیسی: Broadmoor) یک منطقهٔ مسکونی در ایالات متحده آمریکا است که در نیواورلئان واقع شده‌است. برادمور ۲٬۳۷۸ نفر جمعیت دارد.